# Keywest
Keywest ist eine vierköpfige britisch-irische Pop-Rock-Band aus Dublin, Irland.

## Geschichte

### Gründung
Gegründet wurde Keywest 2009 von den Kindheitsfreunden Andrew Kavanagh (Gesang) und Andrew Glover (Rhythmus-Gitarre, Keyboard, Backgroundgesang) in Artane, Dublin, welche zunächst gemeinsam in Pubs auftraten. Ihren Namen erhielt die Band nach einer Reise zu einem Auftritt in Florida. Anfang 2010 stand mit Schlagzeuger Eamon Hegarty und den Briten James Lock als Leadgitarrist und Sam Marder am Bass die vorläufige Erstbesetzung fest. Ersterer wurde 2011 durch den, aus London stammenden, Harry Sullivan ersetzt.
Nachdem der britische Teil der Band sich entschied nach Dublin zu ziehen, begannen Keywest zunächst auf der Shop Street in Galway, sowie später auch auf der Grafton Street in Dublin zu spielen, um erste Fans zu gewinnen und eigene Songs am Live-Publikum zu testen. Hinzu kamen bald Auftritte in Universitäten, Radio- und Fernsehinterviews und größere Gigs wie beispielsweise auf dem Oxegen Festival (2010 und 2011), als Vorband für Paolo Nutini am Arthur’s Day oder beim The Rose of Tralee Festival.

### DebütalbumThe Message
Bereits bekannt durch ihre Radio Hits Feels so Cruel und Fight for Love brachten Keywest im Januar 2012 ihr Debütalbum The Message in Irland heraus. Dieses wurde in Los Angeles gemeinsam mit dem Grammy-nominierten Mark Needham, welcher bereits mit The Killers, Katy Perry, Fleetwood Mac und Imagine Dragons zusammengearbeitet hat, und Dan Frampton produziert. Alle darauf enthaltenen Songs beruhen auf den tatsächlichen Erlebnissen der Bandmitglieder. 2012 wurde das mehrfach mit Platin ausgezeichnete Album von Hot Press als bestes Debütalbum nominiert.
Bei den Meteor Awards als beste Newcomer nominiert, spielten Keywest bereits zahlreiche ausverkaufte Konzerte, darunter The Button Factory, The Academy Dublin, The Forum Waterford, Monroes Galway und im Oktober 2013 sowie im März 2014 Vicar Street in Dublin, und gehören zu den meistgespielten Interpreten im irischen Radio.
2012 unterzeichneten sie einen weltweiten Plattenvertrag in Los Angeles mit Peer Music. Während die Band sich nach eigenen Angaben 2014 weiterhin auf das Spielen in den Straßen Irlands konzentrieren möchte, haben sie außerdem eine Tour für Ende des Jahres angekündigt und arbeiten weiter an ihrem zweiten Album.

## Highlights
- ausverkaufte Tour 2012
- Vodafone Stage beim Oxegen Festival
- The Message Platz 15 in den irischen Charts und Platz 2 iTunes-Charts
- Eröffnungsshows für Blondie (Galway Arts Festival), Olly Murs (Live At The Marquee) und Melanie C (The Olympia)
- 2 ausverkaufte Shows in Vicar Street (Oktober 2013 & März 2014)
- Halbzeitshow in Croke Park 17. März 2014
- 98FM's Best of Dublin Award 2014 (Kategorie: Best Street Artist/Busker)

## Diskografie

### Alben
| Jahr | Titel                            | Höchstplatzierung, Gesamtwochen, AuszeichnungChartsChartplatzierungen (Jahr, Titel, Platzierungen, Wochen, Auszeichnungen, Anmerkungen) | Anmerkungen |
| Jahr | Titel                            | IE | Anmerkungen |
| ---- | -------------------------------- | --- | ----------- |
| 2010 | It Started on Shop Street        | — |             |
| 2012 | It Started on Shop Street Vol. 2 | — |             |
| 2012 | The Message                      | IE15 (3 Wo.)IE |             |
| 2013 | Electric Love & Undelivered EP   | — |             |
| 2015 | Joyland                          | IE1 (6 Wo.)IE |             |
| 2018 | True North                       | IE3 (1 Wo.)IE |             |
| 2019 | Ordinary Superhero               | IE8 (1 Wo.)IE |             |

### Singles
| Jahr | Titel Album           | Höchstplatzierung, Gesamtwochen, AuszeichnungChartsChartplatzierungen (Jahr, Titel, Album, Platzierungen, Wochen, Auszeichnungen, Anmerkungen) | Anmerkungen |
| Jahr | Titel Album           | IE | Anmerkungen |
| ---- | --------------------- | --- | ----------- |
| 2008 | Damn –                | IE30 (2 Wo.)IE |             |
| 2009 | Miss You Most –       | IE6 (3 Wo.)IE |             |
| 2011 | Back into Your Arms – | IE25 (2 Wo.)IE |             |
| 2013 | Electric Love –       | IE55 (1 Wo.)IE |             |
| 2014 | Hallelujah –          | IE46 (1 Wo.)IE |             |
| 2015 | Carousel –            | IE84 (1 Wo.)IE |             |

Weitere Singles
- 2012: Feels so Cruel
- 2012: Messages from God

### Musikvideos
| Jahr | Titel               | Regisseur(e) |
| ---- | ------------------- | ------------ |
| 2012 | Back into Your Arms | Philip Blake |
| 2012 | Feels so Cruel      | Philip Blake |
| 2012 | Messages from God   | Grant Jensen |
| 2012 | Stuck on Replay     |              |
| 2014 | Crawling            |              |